# Jie Meng (Badminton)
Jie Meng (* 1981) ist eine peruanische Badmintonspielerin. 

## Karriere
Jie Meng wurde 2008 peruanische Meisterin im Damendoppel mit Valeria Rivero. 2007 nahm sie an den Badminton-Weltmeisterschaften teil. 2006 siegte sie bei den Peru International, 2007 bei den Brazil International.

## Sportliche Erfolge
| Saison | Veranstaltung               | Disziplin   | Platz | Name                      |
| ------ | --------------------------- | ----------- | ----- | ------------------------- |
| 2006   | Peru International          | Damendoppel | 1     | Jie Meng / Valeria Rivero |
| 2007   | Brazil International        | Damendoppel | 1     | Jie Meng / Valeria Rivero |
| 2008   | Peru: Einzelmeisterschaften | Damendoppel | 1     | Jie Meng / Valeria Rivero |